# Campionato asiatico e oceaniano femminile di pallavolo
Il campionato asiatico e oceaniano femminile di pallavolo è una competizione pallavolistica per squadre nazionali asiaticne e oceaniane, organizzata con cadenza biennale dall'AVC.

## Edizioni
| Edizione      | Edizione      | Podio         | Podio         | Podio         |
| Anno          | Organizzatore | Campione      | Seconda       | Terza         |
| ------------- | ------------- | ------------- | ------------- | ------------- |
| 1975 Dettagli | Australia     | Giappone      | Corea del Sud | Cina          |
| 1979 Dettagli | Cina          | Cina          | Giappone      | Corea del Sud |
| 1983 Dettagli | Giappone      | Giappone      | Cina          | Corea del Sud |
| 1987 Dettagli | Cina          | Cina          | Giappone      | Corea del Sud |
| 1989 Dettagli | Hong Kong     | Cina          | Corea del Sud | Giappone      |
| 1991 Dettagli | Thailandia    | Cina          | Giappone      | Corea del Sud |
| 1993 Dettagli | Cina          | Cina          | Giappone      | Corea del Sud |
| 1995 Dettagli | Thailandia    | Cina          | Corea del Sud | Giappone      |
| 1997 Dettagli | Filippine     | Cina          | Corea del Sud | Giappone      |
| 1999 Dettagli | Hong Kong     | Cina          | Corea del Sud | Giappone      |
| 2001 Dettagli | Thailandia    | Cina          | Corea del Sud | Thailandia    |
| 2003 Dettagli | Vietnam       | Cina          | Giappone      | Corea del Sud |
| 2005 Dettagli | Cina          | Cina          | Kazakistan    | Giappone      |
| 2007 Dettagli | Thailandia    | Giappone      | Cina          | Thailandia    |
| 2009 Dettagli | Vietnam       | Thailandia    | Cina          | Giappone      |
| 2011 Dettagli | Taiwan        | Cina          | Giappone      | Corea del Sud |
| 2013 Dettagli | Thailandia    | Thailandia    | Giappone      | Corea del Sud |
| 2015 Dettagli | Cina          | Cina          | Corea del Sud | Thailandia    |
| 2017 Dettagli | Filippine     | Giappone      | Thailandia    | Corea del Sud |
| 2019 Dettagli | Corea del Sud | Giappone      | Thailandia    | Corea del Sud |
| 2021          | Filippine     | Non disputato | Non disputato | Non disputato |
| 2023 Dettagli | Thailandia    | Thailandia    | Cina          | Giappone      |

## Medagliere
| Pos. | Squadra       | 1º posto | 2º posto | 3º posto | Totale |
| ---- | ------------- | -------- | -------- | -------- | ------ |
| 1    | Cina          | 13       | 4        | 1        | 18     |
| 2    | Giappone      | 5        | 7        | 7        | 19     |
| 3    | Thailandia    | 3        | 2        | 3        | 8      |
| 4    | Corea del Sud | -        | 7        | 10       | 17     |
| 5    | Kazakistan    | -        | 1        | -        | 1      |